# Фрагіскос Костелленос
Фрагіскос Костелленос (грец. Φραγκίσκος Κόστελενλος) (1960) — грецький дипломат. Генеральний консул Греції в Маріуполі (2005—2008).

## Життєпис
Народився у 1960 року. Закінчив Афінський університет, факультет політичних наук та Паризький університет, політологія.
З 1991 року на дипломатичній службі в якості аташе відділу південносхідних європейських країн Політичного управління МЗС Греції; Другий секретар, начальник консульського відділу Посольства Греції в Делі, Індія (1992—1995); Перший секретар Посольства Греції у Вашингтоні, США (1995—1999); Співробітник політичного управління МЗС Греції (1999—2000); Працював в офісі Генерального секретаря з питань адміністративного управління та організації МЗС Греції (2000—2001).
У 2001—2005 рр. — Генеральний консул Греції в Ганновері, Німеччина.
У 2005—2008 рр. — Генеральний консул Греції у Маріуполі, Україна.
У 2013—2017 рр. — Генеральний консул Греції у Новоросійську, РФ.
З 2018 — Начальник управління юстиції, внутрішніх справ, міграції та Шенгену МЗС Греції.
27 лютого 2022 року, разом із Манолісом Андрулакісом, брав безпосередню участь у 3-денній евакуації 82 греків з українського міста Маріуполь, після початку російської агресії в Україні.